# Vestigingsplaatsonderzoek
Een vestigingsplaatsonderzoek (of: vpo) is een haalbaarheidsonderzoek of marktstudie speciaal voor winkels, die vooraf kan gaan aan het openen van een nieuwe vestiging. Ook voor bestaande winkels die gaan uitbreiden of verhuizen kan eerst een vestigingsplaatsonderzoek worden uitgevoerd.
Bij een vestigingsplaatsonderzoek wordt doorgaans naar de volgende factoren gekeken:
- Geografische gegevens, bijvoorbeeld bereikbaarheid
- Demografische gegevens, bijvoorbeeld met betrekking tot koopkracht
- Bestedingscijfers in de betreffende branche
- Sterke en zwakke punten van het gekozen pand
- Een analyse van de concurrentie

Samen met het ondernemingsplan voor de nieuwe vestiging levert dit onderzoek een omzetprognose op. Deze omzetprognose is van belang voor winkeliers en winkelorganisaties maar ook voor kredietinstellingen zoals banken om de haalbaarheid en kansen van de nieuwe winkel te beoordelen. Een bank verstrekt meestal geen lening als er geen goed vestigingsplaatsonderzoek onderdeel uitmaakt van het ondernemingsplan van een winkelier. Winkelorganisaties en vastgoedbeleggers gebruiken vestigingsplaatsonderzoeken om de haalbaarheid van hun winkelprojecten of beleggingsobjecten te toetsen.
Een vestigingsplaatsonderzoek is een marktonderzoek voor fysieke winkelvestigingen, niet voor webwinkels.